# Peter Palúch
Peter Palúch (ur. 17 lutego 1958) to były słowacki piłkarz grający na pozycji bramkarza.
Grał dla klubu FC Nitra. Występował w barwach reprezentacji Czechosłowacji na Mistrzostwach Świata w 1990, podczas których był 3 bramkarzem w składzie Jozefa Vengloša. Nie zaliczył żadnego pełnego, oficjalnego meczu dla reprezentacji ale rozgrywał mecze nieoficjalne.